# Парламентские выборы в Казахской ССР (1990)
Выборы в Верховный Совет Казахской ССР 12-го созыва состоялись 25 марта 1990 года. Правящая Коммунистическая партия Казахстана получила 342 из 360 мест, остальные 18 мест достались беспартийным кандидатам. Явка составила 84 %.
В предвыборной борьбе за 360 депутатских мандатов участвовали более 2000 претендентов, 6 человек на одно место. Особенностью данных выборов было и то, что 90 человек избирались от республиканских общественных и творческих организаций (в том числе от Коммунистической партии Казахстана, Совета профсоюзов Казахстана, Ленинского коммунистического союза молодёжи Казахстана, Союза юристов Казахстана, Академии наук КазССР, потребкооперации, Казахского республиканского совета женщин, Республиканского совета колхозов, Казахского комитета солидарности стран Азии и Африки, Казахской ассоциации содействия Организации Объединённых Наций, Казахского комитета защиты мира, Казахского отделения Советского фонда мира, Казахского республиканского союза научных и инженерных обществ, Казахского республиканского общества изобретателей и рационализаторов, Казахской республиканской организации ветеранов войны и труда, Казахского добровольного общества борьбы за трезвость, Казахского республиканского совета ВДСО профсоюзов, Казахского республиканского совета ВДСО «Трудовые резервы», Восточного отделения Всесоюзной академии сельскохозяйственных наук им. В. И. Ленина, республиканского общества «Знание», общества «Книга» Казахской ССР, Казахского общества охраны памятников истории и культуры, Музыкального общества Казахской ССР, Союза писателей Казахстана, Союза театральных деятелей Казахстана, Союза кинематографистов Казахстана, Союза журналистов Казахстана, Союза дизайнеров Казахстана, Союза художников Казахстана). Остальные 270 депутатских мест были распределены по территориальным одномандатным мажоритарным избирательным округам. В первом туре выборов 25 марта были избраны 131 депутат по округам, 81 депутат от организаций. Второй тур состоялся 1, 7 и 8 апреля 1990 года.
Хотя эти выборы проходили при отсутствии полноценных политических партий, они придали необратимость процессам трансформации тоталитарной системы.
24 апреля 1990 года, на первом же заседании Верховного Совета 12-го созыва, руководителю Казахстана (Первому секретарю ЦК КПК) Нурсултану Назарбаеву удалось в считанные часы навязать депутатам принятие Закона о Президенте КазССР, Закона о выборах Президента КазССР и провести сами выборы Президента КазССР, избравшись самому на эту должность при снятии известным общественным деятелем Олжасом Сулейменовым и другими своих кандидатур, выборы прошли безальтернативно. Ранее аналогичный Закон о Президенте СССР провёл руководитель СССР и КПСС М. С. Горбачёв в Москве (15 марта 1990 года), а также руководитель УзССР Ислам Каримов в Законе о Президенте Узбекистана (24 марта 1990 года, через 9 дней после Горбачёва).

## Результаты
| Партия                                     | Голосов   | %   | Мест |
| ------------------------------------------ | --------- | --- | ---- |
| Коммунистическая партия Казахстана         |           | 95  | 342  |
| Независимые                                |           | 5   | 18   |
| Недействительные и незаполненные бюллетени |           | -   | -    |
| Всего                                      | 8 177 059 | 100 | 360  |